# 女性器
女性器（じょせいき）は、ヒトの女性の生殖器。女性の健康や産科並びに生殖器系に焦点をおく場合は「婦人科系」または「婦人科」が適切になる。「性器」という言葉は、生殖器のなかでも特に性交に直接関連する部分をさして言う場合が多い。
女性器は本来は女性生殖器の事を指し、女性の健康や産科に対する意味合いも含んだ「婦人科」や「デリケートゾーン」を指す単語でもある。
ただ、日本ではポルノ業界や性風俗業界で派生した卑語として、「まんこ」「まん」または俗語では「ぼぼ」と現代では呼ばれる。女性器の周りにある陰毛は俗に「まん毛」「下の毛」とも呼ばれている。
- 内性器 女性は妊娠・出産により胎児を保護するため主要生殖器は体内にあって膣より子宮などは人為的に容易で確認できる。しかし、卵巣や卵管等は超音波検査やCT・レントンゲン・内視鏡の撮影検査等が必要になる[2]。
  - 膣、子宮、卵管、卵巣、輸卵管、卵管釆、子宮円索、スキーン線、バルトリン腺。
- 外性器 外から見える部分。外陰部[3]
  - 恥丘、陰裂、陰核（クリトリス）、尿道口、小陰唇、大陰唇、前庭球、膣前庭、膣口（会陰のすぐ上）。

## 一次性徴

女性のタナー段階。思春期前は乳房・陰毛共にI。乳房がIIの前半（乳頭期）になることで思春期に入るが、陰毛がIIになるのはそれより後となり、以降もタナー段階の進み具合が乳房と陰毛で必ずしも同一になるとは限らない。

受精卵はやがて、中腎管と中腎傍管が形成され、形成された時点では男性と性差は見られない。それからしばらく経つと第一次性徴によって、女性はY染色体を持たないため中腎傍管が発達し、卵巣を持つようになり女性器が形成される。

## 生殖機能面など

### 交尾・性交
（膣性交の場合）男性器を女性器の膣に挿入し、男女の性器を結合させることを性交という。動物は子孫を残すために交尾を行うが、人間の性交では必ずしも妊娠・出産を目的とせず、異性間・同性間の秘められたコミュニケーションのため、あるいはもっぱら性的快感を得るために行われる場合も多い（性交は、慣習的に「膣性交」を主に指していたが、実際には当人の性的指向による同性同士の性交、また性的嗜好による口交=口唇性交・肛交=肛門性交などをも指す）。
女性には処女膜（しょじょまく、英: Hymen）という哺乳類の雌の膣口に見られる襞状の器官（膜ではない）があるが、23%の女性は初めての性交のときに出血すると報告したが、残りの77%は出血していない。

## 妊娠・出産・避妊
女性の卵巣から排出された卵子と男性の精子が卵管膨大部で結合し、受精した状態になる。子宮内で受精卵が育ち、新たな生命となる。（帝王切開などを除き）通常は膣を通って出産する。
生殖能力は平均値で、健康な男性は40歳から、健康な女性は26歳から下落するとされる。
避妊法にはコンドーム、ペッサリーなどの避妊具の使用やピルなどの薬物の使用、女性の月経周期に基くオギノ式などがあるが、精子は射精時の精液だけでなく、前段階で分泌されるカウパー腺液中にも僅かに存在する場合があるため、膣外射精は確率の高い避妊法とは言えず、通常は避妊法としてカウントされない。

## 発生学・組織学的知見

### 外性器
- 女性は直立すると、陰裂と呼ばれる、股間の中心から縦に割れた、部位が確認できる。一般的に、割れ目、もしくは裂け目と呼ばれる、この陰裂の長さは、前から確認できる範囲では平均2、3センチと言われ、陰裂を拡げたときに、女性器の各部位を確認することができる。陰裂は女性にとって、プライベートな部位であるため、芸術、漫画、アニメで女性のヌードを表現しても、陰裂は描かれない場合が多い。
- 外性器で通常観察で目視できる範囲は、すべて外胚葉由来であり、すべて重層扁平上皮に覆われている。膣前庭にのみメラニン細胞は認められないので、人種に寄らず膣前庭のみ同一色である。
- バルトリン腺や陰核脚、スキーン腺などは皮下組織として存在するが通常外性器として分類される。バルトリン腺とスキーン腺は外分泌腺であり、豊富な杯細胞を伴った管状腺管組織が見られる。陰核脚は海綿体組織であり、男性の陰茎海綿体と同じくらせん動脈によって起因される勃起メカニズムが存在し、らせん動脈の平滑筋弛緩によって海綿体にある海面空洞が血液で満たされて硬化する[6]。
- 女性器の形はタイプによって分かれ、小陰唇の形によって変わってくる。大きさや形が変わっても機能自体には問題がない。[7]

### 内性器
内性器にはメラニン細胞は存在しない。
- 膣は重層扁平上皮に覆われており、上1/3は中胚葉由来である。胎生8〜12週頃に、内生殖器原基である左右のミュラー管が癒合して、尿生殖洞の後面に結合し、子宮、卵管、膣上1/3が形成される。膣下2/3は外胚葉由来で、尿生殖洞と会陰部の皮膚が陥凹して外性器とともに形成される。上下で分かれて形成された膣は、その後体内で結合する。結合に障害があると、膣閉鎖症（膣横隔膜）が発生する。　鎖肛、総排泄腔症、尿生殖洞異常も、これらの発育分割過程での異常が原因で発生する[8][9][10]。
- 子宮は、基本的には分厚い平滑筋で構成されるが、内膜は円柱細胞に覆われており、生理周期にともなって増殖と消退を繰りかえす。また左右のミュラー管が癒合することにより1個の器官として形成されるため、発生中の癒合不全や形成不全によって、重複子宮、双角双頚子宮、双角単頚子宮、不全中隔子宮、単角子宮、痕跡状無腔子宮（盲角子宮）、子宮欠損、などが発生する。
- 卵管の発生もミュラー管由来であるが、子宮と異なり平滑筋層は発達せず、ごくわずかに存在するのみである。内腔の上皮は単層円柱上皮であるが、卵管自体の断面は複雑に入り組んだ構造になっている。
- 卵巣は内分泌腺組織であるが発生は独特であり、大元の細胞は内胚葉性の卵黄嚢由来である。これらの原始生殖細胞(後に卵子、精子を形成する生殖細胞のもととなる)は、胎生3週頃に出現し胎生5週（生殖腺原基が形成されるステージ）までにアメーバ運動により、後腸、腸間膜を経て後の生殖腺原基となる部位である生殖隆起の位置に到達する。生殖隆起自体は中胚葉由来であり、移動して来た原始生殖細胞と共に、生殖腺原基（後の精巣、卵巣）を形成する[11]。生殖腺原基はそのままだと8週くらいに卵巣に分化するが、第7週頃にSRY遺伝子が存在して正常に機能する場合には性腺原器は精巣に分化する。胎児の卵巣には原始生殖細胞より卵祖細胞が形成される。卵祖細胞(46XX)の体細胞分裂により第一次卵母細胞になり、第1減数分裂の前期に入り分裂は休止する。思春期のLHサージにより休止状態であった卵母細胞は排卵直前に十年から数十年の眠りから覚めて第1減数分裂が完了し染色体の数が半数になり卵娘細胞(23X)となる。排卵後に第2減数分裂に入る。第2減数分裂も途中で休止し、受精により再開する。卵巣の表面の漿膜と白膜、髄質部分は中胚葉由来の細胞で構成され、皮質には､無数の原始卵胞が詰まっている｡原始卵胞は､出生時には100万個存在するとされるが、実際に成熟卵胞に至って、排卵されるのは500個未満で0.1％以下である。